# 11 Camelopardalis
11 Camelopardalis, som är stjärnans Flamsteed-beteckning, är en ensam stjärna i den sydvästra delen av stjärnbilden Giraffen och med variabelbeteckningen BV Camelopardalis. Den har en lägsta skenbar magnitud på ca 5,22 och är svagt synlig för blotta ögat där ljusföroreningar ej förekommer. Baserat på parallaxmätning inom Hipparcosuppdraget på ca 4,6 mas, beräknas den befinna sig på ett avstånd på ca 710 ljusår (ca 217 parsek) från solen. Den rör sig närmare solen med en heliocentrisk radialhastighet på ca -11 km/s.

## Egenskaper
11 Camelopardalis är en blå till vit stjärna i huvudserien av spektralklass B3 Ve. Utbrott av väteemissionslinjer har observerats såväl som snabba förändringar i vätelinjeprofiler. Den har en massa som är ca 6 gånger solens massa, en radie som är ca 4,8 gånger större än solens och utsänder ca 1 770 gånger mera energi än solen från dess fotosfär vid en effektiv temperatur på ca 17 200 K.

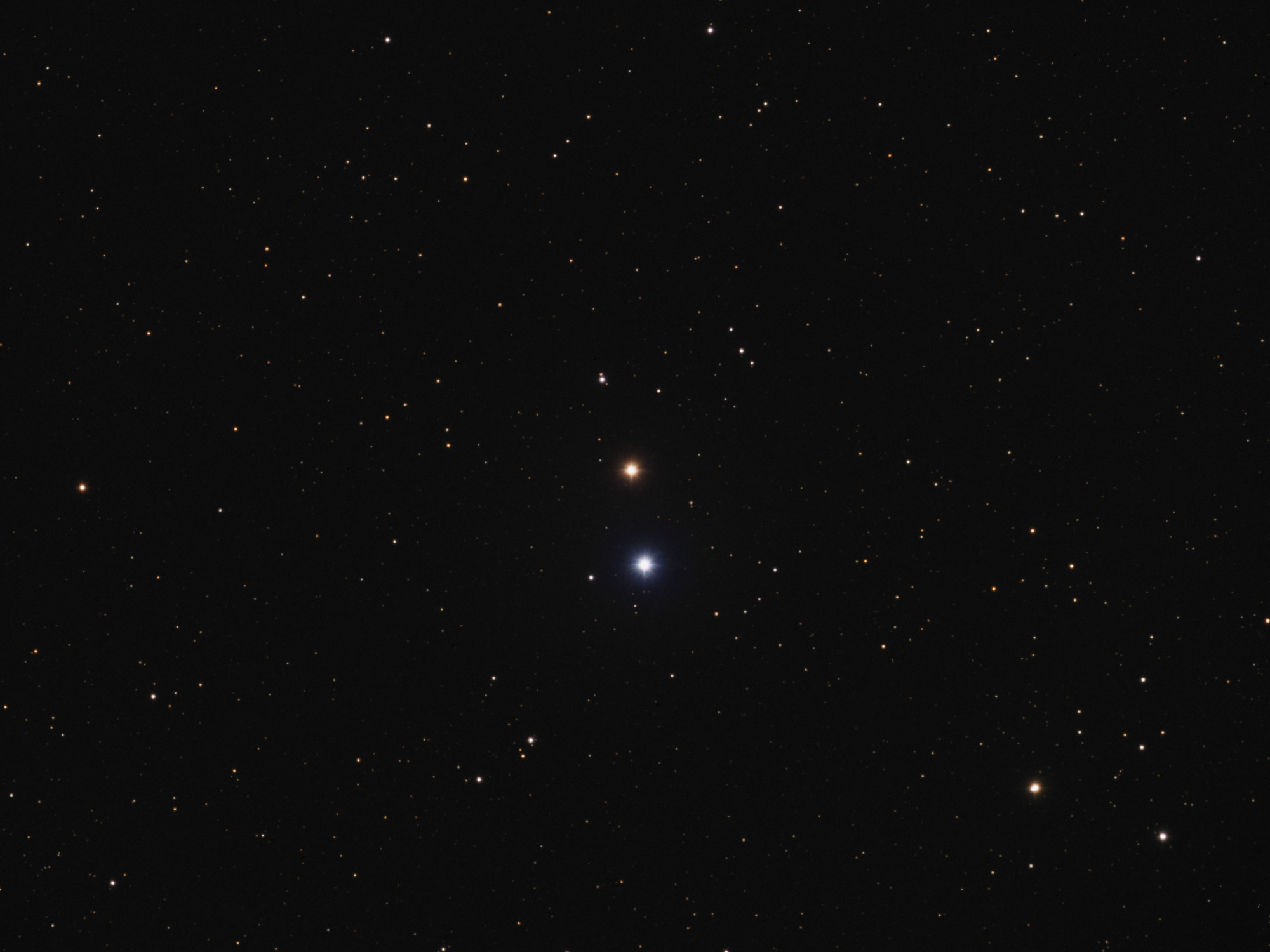
11 Camelopardalis och dess rödaktiga följeslagare 12 Camelopardalis.

Den bildar en dubbelstjärna med 12 Camelopardalis, som ligger på 3 bågminuters avstånd.
11 Camelopardalis är också en eruptiv variabel av Gamma Cassiopeiae-typ (GCAS), men variationerna i magnitud är endast 0,07. Samus et al. (2017) klassificerar den som en Be-variabel, snarare än en Gamma Cassiopeiae-typ, och ger den en variation i magnitud från en topp på 5,10 ner till 5,22.